# Laura Berlin

Laura Berlin (født 13. marts 1990 i Berlin i bydelen Friedrichshain, som var en del af DDR 1949 - 2. oktober 1990) er en tysk skuespillerinde. Hun er kendt (på tysk) for at spille den kloge og flittige, men også lidt dirigerende pige Snehvide i Schneewittchen-filmen fra 2009. Hun har medvirket i over 40 film og tv serier, samt i musikvideoen "The Power Of Love" af det Tyske industrial metal band Oomph! (en) Senest I filmene  Rubinrot (2013),  Sapphirblau (2014), UFO: It Is Here (2016) og senest i Netflix-serien Vikings: Valhalla (2022- ).

## Filmografi
- 2009: Schneewittchen
- 2010: Eternalsoul.org (Kortfilm)[2]
- 2010: Tod einer Schülerin
- 2010: Vater aus heiterem Himmel
- 2010: Notruf Hafenkante: Risiken und Nebenwirkungen
- 2011: SOKO Wismar: Nachtzug nach Wismar
- 2011: SOKO Stuttgart: Auf die Plätze, fertig, tot
- 2013: Rubinrot  (2013)

## Ekmsterne henvisninger
- Officiel hjemmeside
- Laura Berlin på Internet Movie Database (engelsk)
- Laura Berlin på AlloCiné (fransk)
- Laura Berlin på Rotten Tomatoes (engelsk)
- Laura Berlin på The Movie Database (engelsk)

## Fodnoter
1. ↑  Schneewittchen-filmen (2009)
2. ↑  Eternalsoul.org bei Crew United, Læst den 7. juni 2010